# Comté de Rio Grande
Le comté de Rio Grande est un comté du Colorado. Son chef-lieu est Del Norte.
Créé en 1874, le comté est nommé en référence au Rio Grande del Norte, qui le traverse.
Outre Del Norte, les municipalités du comté sont Center, Monte Vista et South Fork

## Démographie
| 1880  | 1890  | 1900  | 1910  | 1920  | 1930  |
| ----- | ----- | ----- | ----- | ----- | ----- |
| 1 944 | 3 451 | 4 080 | 6 563 | 7 855 | 9 953 |

| 1940   | 1950   | 1960   | 1970   | 1980   | 1990   |
| ------ | ------ | ------ | ------ | ------ | ------ |
| 12 404 | 12 832 | 11 160 | 10 494 | 10 511 | 10 770 |

| 2000   | 2010   | - | - | - | - |
| ------ | ------ | - | - | - | - |
| 12 413 | 11 982 | - | - | - | - |